# Pražský přebor 2021/2022
Pražská teplárenská přebor mužů (jednu ze skupin 5. fotbalové ligy) hrálo v sezóně 2021/2022 16 klubů. Vítězem se stalo mužstvo SK Újezd Praha 4. Postupujícím do divize take se stalo mužstvo B FK Admira Praha. Do I.A třídy sestoupily poslední čtyři týmy SK Třeboradice,  FC Slavoj Vyšehrad B, SK Uhelné sklady Praha, a FK Újezd nad Lesy.

## Systém soutěže
Kluby se střetly v soutěži každý s každým dvoukolovým systémem podzim–jaro, hrály tedy 30 kol. Tento ročník odstartoval 31. července 2021 úvodními zápasy 1. kola a poslední kolo se odehrálo 18. června 2022.

## Nové týmy v sezoně 2021/2022
- Z příslušných divizí (Divize A, Divize B, a Divize C) do Pražského přeboru nesestoupilo žádné mužstvo (z důvodu celosvětové pandemie nemoci covid-19 předchozí sezóna byla předčasně ukončena).
- Z Pražské I. A třídy do Pražského přeboru nepostoupilo žádné mužstvo (z důvodu celosvětové pandemie nemoci covid-19 předchozí sezóna byla předčasně ukončena).

## Výsledná tabulka
| Poř. | Tým                     | Z  | V  | R | P  | VG  | OG  | B  |
| ---- | ----------------------- | -- | -- | - | -- | --- | --- | -- |
| 1.   | SK Újezd Praha 4        | 30 | 24 | 5 | 1  | 86  | 23  | 77 |
| 2.   | FK Dukla Jižní Město    | 30 | 25 | 2 | 3  | 116 | 48  | 77 |
| 3.   | Sokol Kolovraty         | 30 | 20 | 3 | 7  | 90  | 49  | 63 |
| 4.   | FK Admira Praha B       | 30 | 18 | 5 | 7  | 61  | 34  | 59 |
| 5.   | FK Motorlet Praha B     | 30 | 19 | 2 | 9  | 77  | 45  | 59 |
| 6.   | TJ Sokol Královice      | 30 | 15 | 6 | 9  | 83  | 68  | 51 |
| 7.   | SK Hostivař             | 30 | 15 | 3 | 12 | 50  | 47  | 48 |
| 8.   | FC Přední Kopanina      | 30 | 15 | 3 | 12 | 75  | 64  | 48 |
| 9.   | FK Viktoria Žižkov B    | 30 | 13 | 6 | 11 | 71  | 51  | 45 |
| 10.  | AFK Slavoj Podolí Praha | 30 | 11 | 6 | 13 | 51  | 51  | 39 |
| 11.  | FC Zličín               | 30 | 9  | 3 | 18 | 60  | 84  | 30 |
| 12.  | SC Olympia Radotín      | 30 | 8  | 6 | 16 | 41  | 62  | 30 |
| 13.  | SK Třeboradice          | 30 | 6  | 4 | 20 | 47  | 90  | 22 |
| 14.  | FC Slavoj Vyšehrad B    | 30 | 6  | 3 | 21 | 53  | 92  | 21 |
| 15.  | SK Uhelné sklady Praha  | 30 | 3  | 2 | 25 | 38  | 100 | 11 |
| 16.  | FK Újezd nad Lesy       | 30 | 2  | 3 | 25 | 28  | 119 | 9  |

Zdroj:
Poznámky:
- Z = Odehrané zápasy; V = Vítězství; R = Remízy; P = Prohry; VG = Vstřelené góly; OG = Obdržené góly; B = Body; (S) = Mužstvo sestoupivší z vyšší soutěže; (N) = Mužstvo postoupivší z nižší soutěže (nováček)

|  | Postup do příslušné divize (A/B/C) |
|  | Sestup do I. A třídy               |